# صبحي أبو كرش
صبحي علي أبو كرش (أبو المنذر؛ وُلد في 16 يوليو 1936 في بيت جرجا – توفي في 4 يناير 1994 في الرياض) هو قيادي وسياسي ودبلوماسي فلسطيني، وأحد أبرز الشخصيات الوطنية الفلسطينية.

## سيرته
وُلد صبحي علي أبو كرش في قرية بيت جرجا في قضاء غزة  بتاريخ 16 يوليو 1936، غادر إلى السعودية عام 1953 وعمل هناك معلمًا في عدة مناطق. حصل عام 1964 على درجة البكالوريوس في التجارة من جامعة الرياض وعمل محاسبًا في وزارة الزراعة السعودية.
شارك في تأسيس حركة فتح عند انطلاقتها عام 1965، وفي عام 1968 غادر السعودية متوجهًا إلى الأردن حيث تولى مهام عسكرية وتنظيمية في حركة فتح، وانتقل بعد ذلك إلى سوريا ثم لبنان حيث تولى مهام الإدارة المالية لحركة فتح خلال عامي 1971 و1972.
انتخب عضوًا في المجلس الثوري لحركة فتح في المؤتمر الرابع في مايو 1980 في دمشق، وفي أغسطس 1989 انتخب في تونس عضوًا في اللجنة المركزية لحركة فتح بغالبية عظمى.
تولى منذ عام 1990 وحتى وفاته عام 1994 منصب سفير فلسطين لدى السعودية، ومنصب المندوب الدائم لفلسطين في كل من منظمة التعاون الإسلامي ورابطة العالم الإسلامي، كما كان له الدور الأبرز في إعادة العلاقات الفلسطينية الخليجية بعد حرب الخليج الثانية. وهو أيضًا عضو في كل من المجلس الوطني الفلسطيني والمجلس المركزي الفلسطيني في منظمة التحرير الفلسطينية.

## وفاته
توفي صبحي أبو كرش في المستشفى العسكري بالرياض بتاريخ 4 يناير 1994 إثر مرض عضال، وصلي عليه في المسجد النبوي ودفن في مقبرة البقيع بالمدينة المنورة.

## أوسمة
في 12 ديسمبر 2013، منحه الرئيس الفلسطيني محمود عباس وسام نجمة الشرف الفلسطينية من الدرجة العليا وذلك تقديرًا لمسيرته الوطنية.